# Littérature du Romantisme en Angleterre
 (mai 2025).
 (mai 2025).
Si vous disposez d'ouvrages ou d'articles de référence ou si vous connaissez des sites web de qualité traitant du thème abordé ici, merci de compléter l'article en donnant les références utiles à sa vérifiabilité et en les liant à la section « Notes et références ».

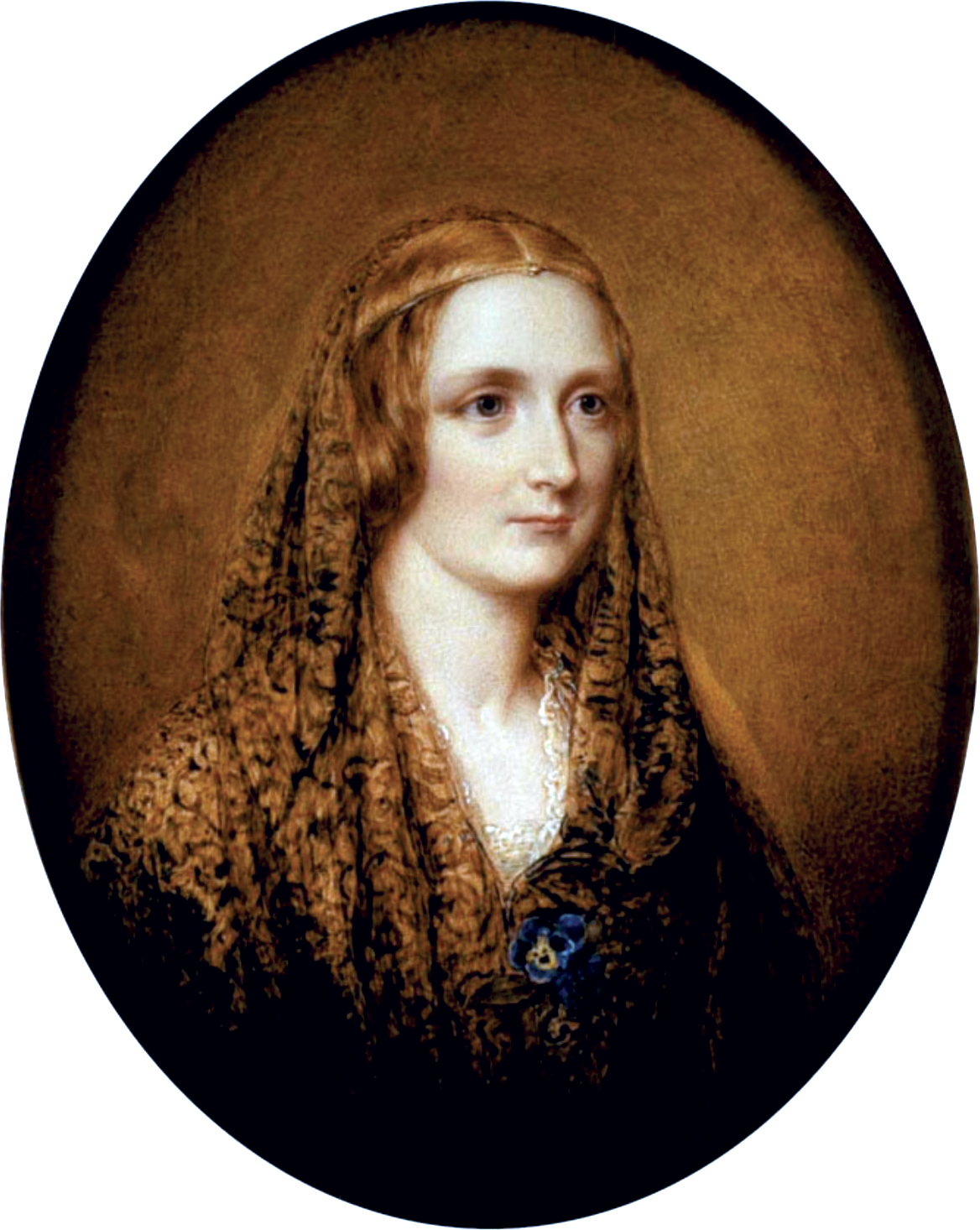
Mary Shelley a créé, avec son roman Frankenstein (1818), une des œuvres clef du romantisme.

L'Angleterre est, avec l'Allemagne, le berceau du Romantisme. Avec une forte tradition préromantique, la littérature anglaise de la première moitié du XIXe siècles  se caractérise par ses grands poètes, le développement du roman historique et le début du roman gothique ou de terreur.

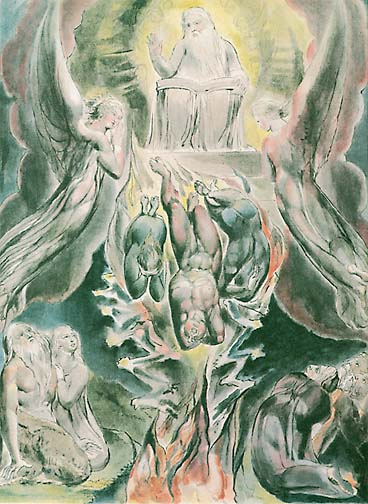
L'ange déchu, de William Blake.

Au cours du XVIIIe siècles  divers écrivains anticipent le Romantisme. James Thomson montre avec lyrisme le paysage comme reflet des sentiments du poète. Edward Young écrit les Pensées nocturnes, un poème qui introduit l'environnement nocturne et effrayant caractéristique de beaucoup d'œuvres romantiques. Thomas Gray, avec son Élégie écrite dans un cimetière de bourgade localise dans un cimetière le sujet de ce poème qui influencera l'ambiance générale de cette littérature. Pourtant, la grande figure qui consacre le style a été William Blake, peintre et poète d'un symbolisme très personnel et créateur d'images oniriques de retentissements bibliques qui sont un prélude aux inquiétudes des romantiques postérieurs. Ses visions s'éloignent du néoclassicisme dominant de son temps : son expérimentation formelle de la rime et du rythme poétiques suivent la recherche d'originalité créatrice que tous les auteurs de ce mouvement étudient. Chansons de l'innocence et Chansons de l'expérience reflètent non seulement les idéaux de l'homme, mais également la désillusion provoquée par l'évolution de la Révolution française. Il dénonce dans ses recueils de poèmes l'égoïsme humain, le caractère nuisible des institutions sociales et l'indifférence du monde devant la souffrance de l'individu.
Pourtant, le début du romantisme anglais peut se dater en 1798, année de la publication anonyme de Balades lyriques, suivi de quelques autres poèmes, en réalité écrit par William Wordsworth et Samuel Taylor Coleridge. Un langage commun fut pour la première fois utilisée dans cet ouvrage pour l'expression poétique. Il s'est ainsi rendu compte de la beauté de la nature, construite comme une évasion du monde bourgeois et industrialisé. Cette œuvre est considérée comme l'essor de la littérature romantique anglo-saxonne.

## La nouvelle poésie du Romantisme
Les écrivains anglais du  début du XIX manifestent la rébellion du Romantisme de deux façons.
- À travers le rejet de la société bourgeoise et industrialisée, pour s'évader dans le paysage rural, le passé historique ou dans des pays exotiques.
- À travers un nouveau langage littéraire basé sur le sentiment et l'irrationnel, la subjectivité et la liberté de l'artiste face à toute règle.

Le romantisme anglais prend son essor en 1798 avec les Baladas lyriques, composées par deux auteurs: William Wordsworth (1770-1850) et Samuel Coleridge (1772-1834). Le prologue de cette œuvre est considérée comme le manifeste du Romantisme anglais. Ses poésies, écrites dans un langage simple, reflètent le mystère et l'émotion de la nature. Outre cette œuvre conjointe, Wordsworth est auteur du prélude, et Coleridge de La balade du vieux marin.

## Grands poètes
Le Romantisme anglais atteint son apogée avec Lord Byron, Shelley et Keats. Les trois ont marqué leurs vies tourmentées et vagabondes par des morts prématurées, loin de l'Angleterre, exemples flagrants d'existences romantiques. 
- Lord Byron (1788-1824) a connu un énorme succès de son vivant en partie par sa scandaleuse existence, et en partie par ses vastes œuvres. Ses premières compositions poétiques sont pleinement romantiques, aussi bien Les pèlerinages de Childe Harold, qui narre les voyages du mélancolique protagoniste dans le sud de l'Europe, que Le corsaire, légende en vers avec un héros individualiste et rebelle.

Son œuvre maîtresse est le vaste et incomplet Don Juan, qui traite du fameux séducteur. Byron a également écrit d'autres textes  : la tragédie Manfred ainsi que les drames Marin Faliero et Les deux Foscari.
- Percy Bysshe Shelley (1792-1822), Ami et collègue de voyage de Lord Byron, a abandonné son épouse et sa patrie pour parcourir l'Europe. Il est mort noyé dans un naufrage. Son œuvre reflète un grand idéalisme, nuancé par une profonde mélancolie. Il a écrit des œuvres longues entre drames et poèmes, à l'instar de Prométhée libéré, dans laquelle il exprime sa foi dans l'humanité, ou La reine Mab. Ses poèmes lyriques, plus brefs, comme Oda au vent à l'Ouest, sont marquants par leur musicalité et leurs abondantes métaphores. Il a aussi composé une élégie, Adonais, inspirée par la mort de Keats.

- John Keats (1795-1821) a écrit de longs poèmes narratifs, comme Endymion, un hommage à la culture grecque, mais sa renommée se doit à ses poèmes brefs, regroupés dans les livres  Odes, Sonets et Lamia et autres poèmes. Il souligne dans ces œuvres la recherche et l'expression de la beauté en plus de créer des atmosphères suggestives au moyen de riches images. Keats réfléchit sur la condition humaine, le temps et l'art, en donnant libre cours à ses sentiments.

## Le roman

### Roman gothique
On considère Le château d'Otrante (The Castle of Otrante), écrit par Horace Walpole en 1764, comme le point de départ du genre du roman gothique ou de terreur. D'autres œuvres ont suivi comme Les mystères de Udolfo d'Ann Radcliffe (1794), Les aventures de Caleb Williams de William Godwin (Londres, 1794) ou encore Le Moine de Matthew Lewis (1796), un des plus transgressifs de son genre. C'est dans cette lignée que s'inscrit  Mary Shelley avec Le docteur Frankenstein (1818), qui donne jour au genre de la science fiction.

### Roman historique

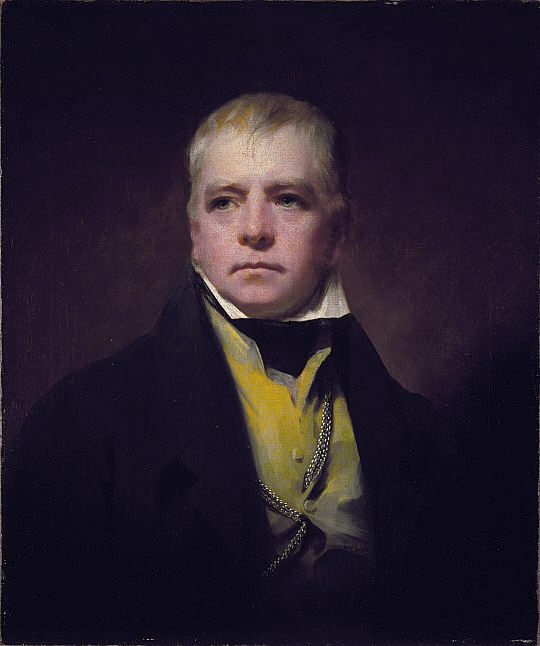
Walter Scott

Le récit historique est un des genres romantiques préférés, à cause de l'attrait pour les temps passés et le désir d'évasion. 
Walter Scott (1771-1832) en est le créateur. Ses romans, qui se déroulent principalement au Moyen Âge, adoptent un ton rebelle et nationaliste. Ils ont eu grand succès et ont été imités dans toute l'Europe. Ses personnages et héros ne sont pas idéalisés, mais sont au contraire présentés avec réalisme dans des épisodes et des situations de la vie quotidienne.
Parmi les nombreux romans qu'il a écrit, deux ressortent : Ivanhoe et Quentin Durward, dont les protagonistes, dans le plus pur style romantique, luttent contre la tyrannie et l'oppresion.